# Kopanistí
 (avril 2025).
Si vous disposez d'ouvrages ou d'articles de référence ou si vous connaissez des sites web de qualité traitant du thème abordé ici, merci de compléter l'article en donnant les références utiles à sa vérifiabilité et en les liant à la section « Notes et références ».
Le kopanisti, ou kopanistí mykónou (grec moderne : Κοπανιστή Μυκόνου), est un fromage salé et épicé produit principalement sur l'île de Mykonos, dans les Cyclades, et bénéficiant d'une appellation d'origine protégée. Il doit son goût particulièrement prononcé et épicé au développement de micro-organismes et est parfois appelé « roquefort grec ». 
En Turquie, il est connu sous le nom de kopanisti peyniri ou d’acı peynir (respectivement : « fromage kopanisti » et « fromage amer » ; il est fabriqué dans les districts de Çeşme et Karaburun (province d'Izmir) à partir de lait de chèvre. 
En Grèce, il peut être préparé à partir de lait de vache ou de brebis, ou d'un mélange des deux, auxquels on ajoute des cultures microbiennes artisanales (généralement issues de la préparation précédente), du sel ainsi que du piment séché et réduit en poudre.